# Tessin (grande région)
Pour les articles homonymes, voir Tessin.
Tessin désigne une des sept grandes régions suisses. 
Selon la classification de l'Office fédéral de la statistique, elle correspond au canton du Tessin.

## Source
- Communiqué de presse mai 1999 Office fédéral de la statistique